# Her Escape
Her Escape er en amerikansk stumfilm fra 1914 af Joe De Grasse.

## Medvirkende
- Pauline Bush som Pauline Walsh
- William C. Dowlan som Paul
- Lon Chaney som Pete Walsh
- Richard Rosson
- Laura Oakley